# Софиевка (Ичнянский район)
Софиевка (укр. Софіївка) — посёлок,
Парафиевский поселковый совет,
Ичнянский район,
Черниговская область,
Украина.
Код КОАТУУ — 7421755703. Население по переписи 2001 года составляло 57 человек .

## Географическое положение
Посёлок Софиевка находится на расстоянии в 1 км от села Терешиха (Бахмачский район).
Рядом проходит железная дорога, станция Софиевка в 0,5 км.
Расстояние до районного центра:Ичня : (24 км.), до областного центра:Чернигов (116 км.),  до столицы:Киев (164 км.).

## История
- 1700 год — дата основания.
- в 1859 году на хуторе владельческом Боярщина 3 стана Ичнянской волости, Борзянского уезда Черниговской Губернии был завод винокуренный и  3 двора и 8 жителей[3]